# Peter Gustaf Tengmalm
Peter Gustaf Tengmalm (29 de junio de 1754 - 27 de agosto de 1803) fue un médico y naturalista sueco.

## Biografía
Nació en Estocolmo y estudió medicina en la Universidad de Upsala. Ocupó su tiempo libre estudiando aves y fue un buen taxidermista. Se graduó en 1785; y, se mudó a la ciudad de Eskilstuna, donde fue agente médico provincial. En 1792,  viajó a Escocia e Inglaterra, conociendo a otros naturalistas como Joseph Banks, y regresó a Estocolmo al año siguiente.
Fue oficial médico en Västmanland. Contribuyó con artículos tanto en medicina y ornitología en la Real Academia de las Ciencias de Suecia, deviniendo un miembro en 1797. Murió de disentería, la cual contrajo de sus pacientes durante una epidemia.
Tengmalm se interesó en búhos y mejoró la clasificación de Linneo de los búhos en un papel a la Academia de Ciencias. Johann Friedrich Gmelin lo honró nombrando un búho por el Strix tengmalmi en la creencia equivocada que Tengmalm había sido el primero en describirlo para la ciencia. Desde entonces ha sido rebautizado Aegolius funereus, pero el nombre común, búho de Tengmalm, persiste.